# Ометепек (Ометепек, Гереро)
Ометепек (шп. Ometepec) насеље је у Мексику у савезној држави Гереро у општини Ометепек. Насеље се налази на надморској висини од 348 м.

## Становништво
Према подацима из 2010. године у насељу је живело 24120 становника.

### Хронологија
| Година       | 2000                | 2005                 | 2010                  |
| ------------ | ------------------- | -------------------- | --------------------- |
| Становништво | 16933 (8024 / 8909) | 20764 (9753 / 11011) | 24120 (11456 / 12664) |

### Попис
| \| \| м \| \| \| ж \| \| 0—2 \| 822 \| \| \| 801 \| \| 3—5 \| 879 \| \| \| 826 \| \| 6—11 \| 1.685 \| \| \| 1.676 \| \| 12—14 \| 830 \| \| \| 824 \| \| 15—17 \| 799 \| \| \| 917 \| \| 18—24 \| 1.439 \| \| \| 1.755 \| \| 60+ \| 729 \| \| \| 920 \| \| Просек : \| 25,8 \| \| \| 27,1 \| |       |  |  |       |
| |       |  |  |       |
| | м     |  |  | ж     |
| 0—2 | 822   |  |  | 801   |
| 3—5 | 879   |  |  | 826   |
| 6—11 | 1.685 |  |  | 1.676 |
| 12—14 | 830   |  |  | 824   |
| 15—17 | 799   |  |  | 917   |
| 18—24 | 1.439 |  |  | 1.755 |
| 60+ | 729   |  |  | 920   |
| Просек : | 25,8  |  |  | 27,1  |

| #   | Индикатор                                                                                        | Вредност |
| --- | ------------------------------------------------------------------------------------------------ | -------- |
| 1   | Становништво од 0 до 2 године                                                                    | 1623     |
| 2   | Мушко становништво од 0 до 2 године                                                              | 822      |
| 3   | Женско становништво од 0 до 2 године                                                             | 801      |
| 4   | Становништво са 3 и више година                                                                  | 22460    |
| 5   | Мушко становништво са 3 и више година                                                            | 10616    |
| 6   | Женско становништво са 3 и више година                                                           | 11844    |
| 7   | Становништво са 5 и више година                                                                  | 21328    |
| 8   | Мушко становништво са 5 и више година                                                            | 10040    |
| 9   | Женско становништво са 5 и више година                                                           | 11288    |
| 10  | Становништво са 12 и више година                                                                 | 17394    |
| 11  | Мушко становништво са 12 и више година                                                           | 8052     |
| 12  | Женско становништво са 12 и више година                                                          | 9342     |
| 13  | Становништво са 15 и више година                                                                 | 15740    |
| 14  | Мушко становништво са 15 и више година                                                           | 7222     |
| 15  | Женско становништво са 15 и више година                                                          | 8518     |
| 16  | Становништво са 18 и више година                                                                 | 14024    |
| 17  | Мушко становништво са 18 и више година                                                           | 6423     |
| 18  | Женско становништво са 18 и више година                                                          | 7601     |
| 19  | Становништво од 3 до 5 година                                                                    | 1705     |
| 20  | Мушко становништво од 3 до 5 година                                                              | 879      |
| 21  | Женско становништво од 3 до 5 година                                                             | 826      |
| 22  | Становништво од 6 до 11 година                                                                   | 3361     |
| 23  | Мушко становништво од 6 до 11 година                                                             | 1685     |
| 24  | Женско становништво од 6 до 11 година                                                            | 1676     |
| 25  | Становништво од 8 до 14 година                                                                   | 3870     |
| 26  | Мушко становништво од 8 до 14 година                                                             | 1938     |
| 27  | Женско становништво од 8 до 14 година                                                            | 1932     |
| 28  | Становништво од 12 до 14 година                                                                  | 1654     |
| 29  | Мушко становништво од 12 до 14 година                                                            | 830      |
| 30  | Женско становништво од 12 до 14 година                                                           | 824      |
| 31  | Становништво од 15 до 17 година                                                                  | 1716     |
| 32  | Мушко становништво од 15 до 17 година                                                            | 799      |
| 33  | Женско становништво од 15 до 17 година                                                           | 917      |
| 34  | Становништво од 18 до 24 године                                                                  | 3194     |
| 35  | Мушко становништво од 18 до 24 године                                                            | 1439     |
| 36  | Женско становништво од 18 до 24 године                                                           | 1755     |
| 37  | Женско становништво од 15 до 49 година                                                           | 6817     |
| 38  | Становништво са 60 и више година                                                                 | 1649     |
| 39  | Мушко становништво са 60 и више година                                                           | 729      |
| 40  | Женско становништво са 60 и више година                                                          | 920      |
| 41  | Однос између мушкараца и жена                                                                    | 90.46    |
| 42  | Становништво од нуле до 14 година                                                                | 8343     |
| 43  | Становништво од 15 до 64 године                                                                  | 14596    |
| 44  | Становништво од 65 година и више                                                                 | 1144     |
| 45  | Просечан број деце                                                                               | 2.35     |
| 46  | Становништво рођено у ентитету                                                                   | 22621    |
| 47  | Мушко становништво рођено у ентитету                                                             | 10698    |
| 48  | Женско становништво рођено у ентитету                                                            | 11923    |
| 49  | Становништво рођено у другом ентитету                                                            | 1321     |
| 50  | Мушко становништво рођено у другом ентитету                                                      | 668      |
| 51  | Женско становништво рођено у другом ентитету                                                     | 653      |
| 52  | Становништво од 5 година и више резидентно у ентитету у јуну 2005. године                        | 20600    |
| 53  | Мушко становништво старосног доба од 5 година и више, резидентно у ентитету у јуну 2005. године  | 9659     |
| 54  | Женско становништво старосног доба од 5 и више година, резидентно у ентитету у јуну 2005. године | 10941    |
| 55  | Становништво од 5 година и више које је живело у другом ентитету у јуну 2005. године             | 410      |
| 56  | Мушко становништво старије од 5 година које је живело у другом ентитету у јуну 2005. године      | 201      |
| 57  | Женско становништво старије од 5 година које је живело у другом ентитету у јуну 2005. године     | 209      |
| 58  | Становништво од 3 године и више које говори аутохтони језик                                      | 3555     |
| 59  | Мушко становништво старо 3 године и више које говори аутохтони језик                             | 1622     |
| 60  | Женско становништво старо 3 године и више које говори аутохтони језик                            | 1933     |
| 61  | Становништво од 3 године и више које говори аутохтони језик и не говори шпански језик            | 149      |
| 62  | Мушко становништво старо 3 године и више које говори аутохтони језик и не говори шпански         | 53       |
| 63  | Женско становништво старо 3 године и више које говори аутохтони језик и не говори шпански језик  | 96       |
| 64  | Становништво старо 3 године и више које говори аутохтони језик и шпански                         | 3239     |
| 65  | Мушко становништво старо 3 године и више које говори аутохтони језик и шпански                   | 1482     |
| 66  | Женско становништво старо 3 године и више које говори аутохтони језик и шпански                  | 1757     |
| 67  | Становништво од 5 година и више које говори аутохтони језик                                      | 3438     |
| 68  | Становништво од 5 година и више које говори аутохтони језик и не говори шпански језик            | 137      |
| 69  | Становништво од 5 година и више које говори аутохтони језик и говори шпански језик               | 3139     |
| 70  | Становништво у домородачким домаћинствима                                                        | 6432     |
| 71  | Становништво са ограничењима у активностима                                                      | 805      |
| 72  | Становништво са ограниченим ходањем или кретањем, горе или доле                                  | 466      |
| 73  | Становници са ограничењима вида, чак и уз кориштење сочива                                       | 216      |
| 74  | Становништво са ограничењима говора, комуникације или конверзације                               | 71       |
| 75  | Становништво са ограниченим слухом                                                               | 49       |
| 76  | Становништво са ограничењима при одевању, купању или јелу                                        | 28       |
| 77  | Становништво са ограничењима у опажању или учењу једноставних ствари                             | 24       |
| 78  | Становништво са менталним ограничењима                                                           | 62       |
| 79  | Становништво без ограничења активности                                                           | 23062    |
| 80  | Становништво од 3 до 5 година које не похађа школу                                               | 422      |
| 81  | Мушко становништво од 3 до 5 година које не похађа школу                                         | 221      |
| 82  | Женско становништво од 3 до 5 година које не похађа школу                                        | 201      |
| 83  | Становништво од 6 до 11 година које не похађа школу                                              | 126      |
| 84  | Мушко становништво од 6 до 11 година које не похађа школу                                        | 62       |
| 85  | Женско становништво од 6 до 11 година које не похађа школу                                       | 64       |
| 86  | Становништво од 12 до 14 година које не похађа школу                                             | 108      |
| 87  | Мушко становништво од 12 до 14 година које не похађа школу                                       | 64       |
| 88  | Женско становништво од 12 до 14 година које не похађа школу                                      | 44       |
| 89  | Становништво од 15 до 17 година похађа школу                                                     | 1263     |
| 90  | Мушко становништво од 15 до 17 година похађа школу                                               | 572      |
| 91  | Женско становништво између 15 и 17 година живота у школи                                         | 691      |
| 92  | Становништво од 18 до 24 године похађа школу                                                     | 1074     |
| 93  | Мушко становништво од 18 до 24 године похађа школу                                               | 465      |
| 94  | Женско становништво од 18 до 24 године похађа школу                                              | 609      |
| 95  | Становништво од 8 до 14 година које не може да чита и пише                                       | 301      |
| 96  | Мушко становништво старосног доба од 8 до 14 година које не може да чита и пише                  | 146      |
| 97  | Женско становништво старосног доби од 8 до 14 година које не може да чита и пише                 | 155      |
| 98  | Становништво од 15 година и више које је неписмено                                               | 2149     |
| 99  | Мушко становништво од 15 година и више које је неписмено                                         | 857      |
| 100 | Женско становништво од 15 година и више које је неписмено                                        | 1292     |
| 101 | Становништво старо 15 и више година без школовања                                                | 2121     |
| 102 | Мушко становништво старо 15 и више година без школовања                                          | 855      |
| 103 | Женско становништво старо 15 и више година без школовања                                         | 1266     |
| 104 | Становништво старосног доба 15 и више година са непотпуним основним образовањем                  | 1658     |
| 105 | Мушко становништво старосног доба од 15 година и више са непотпуном основним образовањем         | 782      |
| 106 | Женско становништво старосног доба 15 и више година са непотпуном основним образовањем           | 876      |
| 107 | Становништво старо 15 и више година са комплетним основним образовањем                           | 1588     |
| 108 | Мушко становништво старо 15 година и више са комплетним основним образовањем                     | 771      |
| 109 | Женско становништво старо 15 и више година са комплетним основним образовањем                    | 817      |
| 110 | Становништво старосног доба 15 и више година са непотпуним средњим образовањем                   | 905      |
| 111 | Мушко становништво старосног доба од 15 година и више са непотпуним средњим образовањем          | 474      |
| 112 | Женско становништво старосног доба од 15 година и више са непотпуним средњим образовањем         | 431      |
| 113 | Становништво старо 15 и више година са пуним секундарном образовањем                             | 2337     |
| 114 | Мушко становништво старосног доба од 15 година и више са пуним секундарном образовањем           | 1126     |
| 115 | Женско становништво старосног доба од 15 година и више са пуним секундарном образовањем          | 1211     |
| 116 | Становништво старије од 18 година са постосновним образовањем                                    | 6520     |
| 117 | Мушко становништво старије од 18 година са постосновним образовањем                              | 2978     |
| 118 | Женско становништво старије од 18 година са постосновним образовањем                             | 3542     |
| 119 | Просечна оцена школовања                                                                         | 8.89     |
| 120 | Просечан ниво образовања мушке популације                                                        | 8.97     |
| 121 | Просечан ниво образовања женског становништва                                                    | 8.83     |
| 122 | Економски активно становништво                                                                   | 9311     |
| 123 | Економски активна мушка популација                                                               | 5804     |
| 124 | Економски активна женска популација                                                              | 3507     |
| 125 | Становништво које није економски активно                                                         | 7984     |
| 126 | Мушко становништво које није економски активно                                                   | 2186     |
| 127 | Женско становништво које није економски активно                                                  | 5798     |
| 128 | Запослено становништво                                                                           | 9074     |
| 129 | Запослено мушко становништво                                                                     | 5615     |
| 130 | Запослено женско становништво                                                                    | 3459     |
| 131 | Незапослена популација                                                                           | 237      |
| 132 | Незапослена мушка популација                                                                     | 189      |
| 133 | Незапослена женска популација                                                                    | 48       |
| 134 | Становништво без права на здравствене услуге                                                     | 11937    |
| 135 | Становништво које има право на здравствене услуге                                                | 12092    |
| 136 | Становништво које има право на ИМСС                                                              | 1684     |
| 137 | Становништво које има право на социјално осигурање                                               | 4416     |
| 138 | Становништво које има право на државно социјално осигурање                                       | 27       |
| 139 | Становништво које има право на опште осигурање или здравствено осигурање за нову генерацију      | 5861     |
| 140 | Становништво које је било једном или није било у браку током 12 година и више                    | 6157     |
| 141 | Венчано или уједињено становништво од 12 година и више                                           | 9326     |
| 142 | Становништво које је било у браку или уједињено 12 година и више                                 | 1870     |
| 143 | Становништво са католичком религијом                                                             | 22068    |
| 144 | Протестанти, еванђелисти и библијски следбеници различити од еванђелиста                         | 1572     |
| 145 | Становништво са другим религијама различитим од претходних                                       | 1        |
| 146 | Становништво без религије                                                                        | 213      |
| 147 | Укупно пописаних домаћинства                                                                     | 5463     |
| 148 | Пописна домаћинства на челу са мушкарцима                                                        | 3830     |
| 149 | Пописна домаћинства на челу са женама                                                            | 1633     |
| 150 | Становништво у пописним домаћинствима                                                            | 23931    |
| 151 | Становништво у пописним домаћинствима на челу са мушкарцима                                      | 17410    |
| 152 | Становништво у пописним домаћинствима на челу са женама                                          | 6521     |
| 153 | Укупно домаћинстава                                                                              | 7516     |
| 154 | Укупно насељених домаћинстава                                                                    | 5477     |
| 155 | Укупно приватних кућа                                                                            | 7502     |
| 156 | Насељени приватни домови                                                                         | 5463     |
| 157 | Укупно насељених приватних кућа                                                                  | 5474     |
| 158 | Ненасељене приватне куће                                                                         | 1116     |
| 159 | Појединачна домаћинства за привремену употребу                                                   | 923      |
| 160 | Становници у насељеним приватним кућама                                                          | 23931    |
| 161 | Насељеност станара у приватним становима                                                         | 4.38     |
| 162 | Просечно становника по соби у приватним насељеним домаћинствима                                  | 1.51     |
| 163 | Појединачна домаћинства са подовима од различитих материјала од земље                            | 4537     |
| 164 | Појединачна домаћинства у приземљу                                                               | 882      |
| 165 | Појединачна домаћинства са једном спаваћом собом                                                 | 2517     |
| 166 | Појединачна домаћинства са две спаваће собе и више                                               | 2908     |
| 167 | Појединачна домаћинства са једним собом                                                          | 1075     |
| 168 | Појединачна домаћинства са две собе                                                              | 1356     |
| 169 | Појединачна домаћинства са 3 собе и више                                                         | 2985     |
| 170 | Појединачна домаћинства која имају електрично светло                                             | 5277     |
| 171 | Појединачна домаћинства која немају електрично светло                                            | 144      |
| 172 | Појединачна домаћинства која имају водоводну воду у стамбеном простору                           | 2260     |
| 173 | Појединачна домаћинства која немају водоводну воду у стамбеном простору                          | 3145     |
| 174 | Појединачна домаћинства која имају тоалет                                                        | 4766     |
| 175 | Појединачна домаћинства која имају канализацију                                                  | 4598     |
| 176 | Појединачна домаћинства која немају канализацију                                                 | 809      |
| 177 | Појединачна домаћинства која имају електрично светло, довод воде из јавне мреже и канализацију   | 2150     |
| 178 | Појединачна домаћинства без икаквих услова                                                       | 258      |
| 179 | Појединачна домаћинства која имају радио                                                         | 3521     |
| 180 | Појединачна домаћинства која имају телевизор                                                     | 4829     |
| 181 | Појединачна домаћинства која имају фрижидер                                                      | 4265     |
| 182 | Појединачна домаћинства која имају машину за веш                                                 | 1996     |
| 183 | Појединачна домаћинства која имају аутомобил или комби                                           | 1547     |
| 184 | Појединачна домаћинства која имају рачунар                                                       | 1393     |
| 185 | Појединачна домаћинства која имају фиксну телефонску линију                                      | 2033     |
| 186 | Појединачна домаћинства која имају мобилни телефон                                               | 3117     |
| 187 | Појединачна домаћинства која имају приступ интернету                                             | 913      |
| 188 | Величина локације                                                                                | 8        |